# Notre-Dame (Mazères)

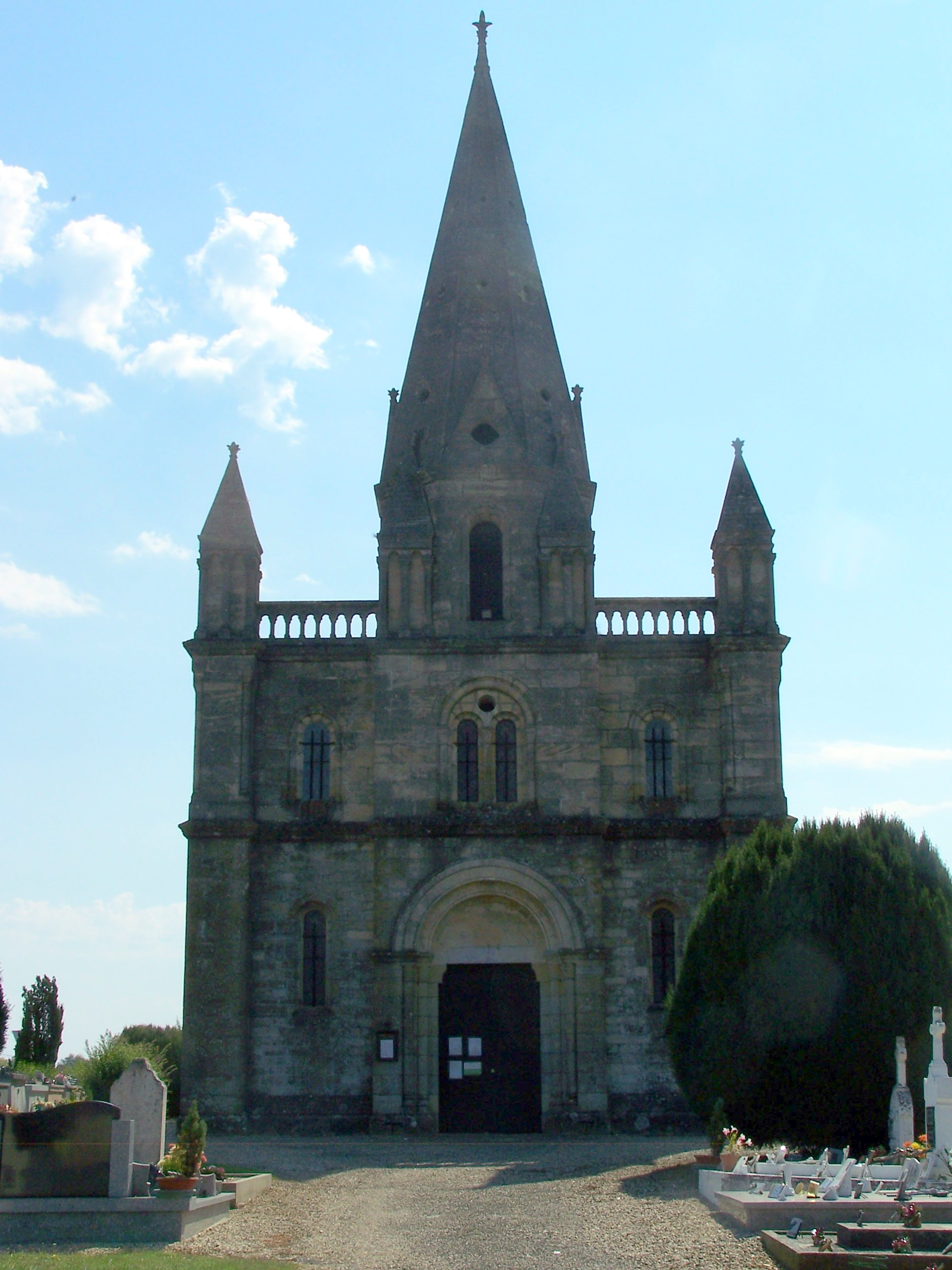
Kirche Notre-Dame in Mazères

Die katholische Kirche Notre-Dame in Mazères, einer französischen Gemeinde im Département Gironde in der Region Nouvelle-Aquitaine, wurde ursprünglich im 16. Jahrhundert errichtet und im 19. Jahrhundert verändert. Die Kirche im Ortskern steht inmitten des Friedhofs.
Die Saalkirche mit einer Flachdecke und einer gerade abschließenden Apsis besitzt eine Westfassade, die im 19. Jahrhundert komplett neu gestaltet wurde. Ein Pyramidenturm in der Mitte und zwei kleine Ecktürme bekrönen die Eingangsfassade.